# Січень 2020
Січень 2020 — перший місяць 2020 року, що розпочався у середу 1 січня та закінчився у п'ятницю 31 січня.

## Події
- 1 січня
  - Хорватія перебрала піврічне головування у Раді Європейського Союзу[1].
  - Набрали чинності Виборчий кодекс України та зміни до Конституції в частині скасування депутатської недоторканності.
  - Завершено підтримку другої версії мови програмування Python.
- 3 січня
  - Іранська криза: унаслідок атаки дроном США біля аеропорту в Багдаді вбитий іранський генерал Касем Сулеймані[2].
- 5 січня
  - Іранська криза: Іран повідомив, що знімає з себе обмеження на роботи зі збагачення урану, передбачені ядерною угодою 2015 року, що мала на меті не допустити створення ядерної зброї[3].
  - Президентом Хорватії у результаті виборів у другому турі став соціал-демократ Зоран Миланович[4].
  - У Лос-Анджелесі пройшла 77-ма церемонія вручення «Золотого глобуса». Найкращою драмою стала картина «1917», найкращою комедією — «Одного разу в… Голлівуді», найкращим режисером — Сем Мендес[5].
- 6 січня
  - Лісові пожежі в Австралії: пожежі, що тривають з жовтня 2019, знищили близько 6 мільйонів гектарів лісових площ, близько 1000 будинків, кількість жертв досягла 25 осіб.[6]
- 8 січня
  - В Ірані неподалік Тегерана розбився літак авіакомпанії МАУ, загинуло 176 людей[7].
  - Іранська криза: Іран обстріляв ракетами дві американські військові бази в Іраку[8].
  - Принц Гаррі та його дружина Меган Маркл вирішили скласти свої основні обов'язки, пов'язані з королівською родиною[9].
- 9 січня
  - Вихід Великої Британії з Європейського союзу: Палата громад схвалила законопроект про вихід країни з ЄС[10].
- 10 січня
  - Помер султан Оману Кабус бін Саїд, який керував країною 49 років. Його спадкоємцем став Хайтем бен Тарік Аль Саїд.[11]
  - Напівтіньове місячне затемнення, Сарос 144, яке можна було спостерігати в Європі, Африці, Азії та Австралії[12].
  - У районі м. Виноградів, Закарпатська область стався землетрус силою 3,0 балів за шкалою Ріхтера. Про руйнування або загиблих повідомлень не надходило.
- 11 січня
  - Катастрофа Boeing 737 під Тегераном: Президент Ірану офіційно визнав, що Корпус вартових Ісламської революції помилково збив ракетою літак авіакомпанії МАУ неподалік Тегерана[13].
  - На президентських виборах у Тайвані перемогу здобула Цай Інвень із результатом 57,1 % голосів[14].
- 13 січня
  - Астрономи повідомили, що виявили найстарішу гірську породу в Мерчисонському метеориті, досонячне зерно віком у 7 млрд років[15][16].
- 15 січня
  - Президент Російської Федерації Володимир Путін запропонував провести конституційну реформу; уряд Дмитра Медведєва пішов у відставку[17].
- 16 січня
  - Головою Уряду Російської Федерації став Михайло Мішустін[18].
- 19 січня
  - У Швейцарії завершились Зимові юнацькі Олімпійські ігри. Найбільшу кількість нагород отримали спортсмени з Російської Федерації.
- 20 січня
  - Спалах нового коронавірусу в Китаї: число людей, заражених новим вірусом, перевищило 200 осіб, ВООЗ скликала засідання комітету з надзвичайних ситуацій[19].
- 23 січня
  - Вихід Великої Британії з Європейського союзу: Палата лордів Великої Британії дала згоду на схвалення угоди про Brexit[20].
  - В Єрусалимі пройшов 5-й Всесвітній форум пам'яті Голокосту[21].
- 24 січня
  - Китаянка Цзюй Веньцзюнь захистила титул чемпіонки світу з шахів у протистоянні з росіянкою Олександрою Горячкіною[22].
  - Унаслідок землетрусу в Туреччині магінтудою 6,7 балів з епіцентром у провінції Елязиг загинуло щонайменше 35 осіб і тисячі поранено[23].
- 26 січня
  - Відбулась 62-га церемонія нагородження «Греммі». Лауреатом премії в п'яти номінаціях стала Біллі Айліш та виборола усі найпрестижніші нагороди. Американська піаністка українського походження Надія Шпаченко отримала перемогу в категорії «Найкраща класична збірка»[24].
  - У катастрофі гелікоптера[en] поблизу Лос-Анджелеса загинув американський баскетболіст Кобі Браянт, його 13-річна донька та ще семеро осіб[25].
- 28 січня
  - Відбулось кодування супутникового сигналу 23 українських каналів[26].
- 29 січня
  - Європейський парламент схвалив угоду про вихід Великої Британії зі складу Європейського Союзу[27].
  - Помер Бойко Віталій Федорович, Голова Верховного Суду України з (1994—2002), Надзвичайний і Повноважний Посол України в Республіці Молдова (1993—1994), Міністр юстиції України (1990—1992)[28]
- 30 січня
  - Всесвітня організація охорони здоров'я оголосила надзвичайну ситуацію у зв'язку з розповсюдженням нового коронавірусу за межами Китаю[29].
- 31 січня
  - Велика Британія опівночі виходить зі складу Європейського Союзу[30].